# Nomtsas-Friedhof
Der Nomtsas-Friedhof (englisch Cemetery at Nomtsas) ist ein Friedhof auf der Farm Nomtsas in der Region Hardap in Namibia. Er ist seit dem 15. März 1969 ein Nationales Denkmal Namibias.
Der Friedhof besteht aus lediglich sechs Gäbern mit Grabsteinen und einem Obelisk. Als ehemals größte Schaffarm in Namibia, beherbergt der Friedhof die sterblichen Überreste des ehemaligen Besitzers (1893–1904) Ernst Ferdinand Wilhelm Hermann (1843–1904) sowie von Schutzsuchenden im Hererokrieg.